# Campeonato Panamericano de Halterofilia Sub-17 de 2014
El X Campeonato Panamericano de Halterofilia se celebrará en Lima (Perú) entre el 7 y el 11 de mayo de 2014 bajo la organización de la Federación Panamericana de Levantamiento de Pesas, la Confederación Sudamericana de Levantamiento de Pesas y la Federación Deportiva Peruana de Levantamiento de Pesas. Paralelamente se celebrará el XI Campeonato Sudamericano de Halterofilia Sub-17.
Las competiciones se realizarán en el Círculo Militar.

## Resultados

### Masculino
| Evento         | Oro                                                   | Plata                                                        | Bronce                                                  |
| -------------- | ----------------------------------------------------- | ------------------------------------------------------------ | ------------------------------------------------------- |
| 50 kg (08.04)  | FERRUZOLA Rafael · Ecuador · 0 + 0 = 200 *            | RAMIREZ VIRGILIO Julian Rodolfo · México · 0 + 0 = 186 *     | CASOUETE Bryan · Ecuador · 0 + 0 = 185 *                |
| 56 kg (08.04)  | GARRIDO Victor · Ecuador · 0 + 0 = 223 *              | LOPEZ Carranza Brandy · Perú · 0 + 0 = 215 *                 | GUZMAN LOPEZ Leonardo Everardo · México · 0 + 0 = 202 * |
| 62 kg (09.04)  | CUMMINGS JR Clarence Estados Unidos 0 + 0 = 255 *     | FLOREZ VILLALBA Santander Elias 2 · Colombia · 0 + 0 = 246 * | GURROLA ORTIZ Rogelio Alfonzo · México · 0 + 0 = 238 *  |
| 69 kg (09.04)  | CAICEDO P. Andres Mauricio · Colombia · 0 + 0 = 270*  | GROHELER Mason Christian Estados Unidos 0 + 0 = 259 *        | TERRONES MIRANDA Oscar Adrian · Perú · 0 + 0 = 254 *    |
| 77 kg (10.04)  | RODALLEGAS Brayan Santiago · Colombia · 0 + 0 = 291 * | GOROSAVE ESCALLADA Victor Humberto · México · 0 + 0 = 268 *  | TROZZI Dominic Robert Estados Unidos 0 + 0 = 263 *      |
| 85 kg (10.04)  | SANTAVY Robert Boady · Canadá · 0 + 0 = 291*          | LOPEZ CARPIZO José Luis · México · 0 + 0 = 279*              | ASTETE Roberto · Chile · 0 + 0 = 273 *                  |
| 94 kg (11.04)  | SMITH Paul Jacob Estados Unidos 0 + 0 = 265*          | GAMBOA GARCIA Albert Donato · México · 0 + 0 = 261 *         | SALDARRIAGA CALLE Hugo Jean · Perú · 0 + 0 = 237 *      |
| +94 kg (11.04) | SENNETT Ryan Joseph Estados Unidos 0 + 0 = 305 *      | RECIO Alexander · República Dominicana · 0 + 0 = 235*        | FAREZ Juan · Ecuador · 0 + 0 = 222 *                    |

- (*) – arrancada (kg) + dos tiempos (kg) = TOTAL (kg)

### Femenino
| Evento         | Oro                                                      | Plata                                                    | Bronce                                              |
| -------------- | -------------------------------------------------------- | -------------------------------------------------------- | --------------------------------------------------- |
| 44 kg (08.04)  | Rosa María Chan Álvarez · México · 54 + 70 = 124*        | Valentina Juncar · Colombia · 53 + 65 = 118*             | Melina Lahuanampa Castillo · Perú · 44 + 57 = 101*  |
| 48 kg (08.04)  | PALECHOR A. Julieth Alexandra · Colombia · 0 + 0 = 146*  | ROSA FIGUEIREDO Emily · Brasil · 0 + 0 = 140*            | BARCO RAMIREZ Maria Isabel · México · 0 + 0 = 140*  |
| 53 kg (09.04)  | GRIJALVA AVECHUCO Evelin · México · 0 + 0 = 162*         | BRAMWELL Kaija Francesca Estados Unidos 0 + 0 = 151*     | TAPUY GREFA Mónica Joahana · Ecuador · 0 + 0 = 150* |
| 58 kg (09.04)  | LLAMOSA MOSQUERA Nathalia · Colombia · 0 + 0 = 189*      | MANZANERO SANTIAGO Kristal Itzel · México · 0 + 0 = 166* | NIEVAS Sasha Argentina 0 + 0 = 156*                 |
| 63 kg (10.04)  | JUANGA Jessica · Ecuador · 0 + 0 = 179*                  | LUNA TOLENTINO Fátima Jokebed · México · 0 + 0 = 166 *   | MINA Dayana · Ecuador · 0 + 0 = 165 *               |
| 69 kg (10.04)  | DAJOMES BARRERA Neisi Patricia · Ecuador · 0 + 0 = 220 * | BRADLEY Jessie Nicole Estados Unidos 0 + 0 = 189 *       | MORALES Cecilly Puerto Rico 0 + 0 = 182 *           |
| +69 kg (11.04) | AYOVI Lisseth · Ecuador · 0 + 0 = 230 *                  | SALAZAR Tamara · Ecuador · 0 + 0 = 202*                  | LOPEZ ECHEVERRIA Alejandra · México · 0 + 0 = 192 * |

- (*) – arrancada (kg) + dos tiempos (kg) = TOTAL (kg)

## Medallero
| Núm. | País                 | Oro | Plata | Bronce | Total |
| ---- | -------------------- | --- | ----- | ------ | ----- |
| 1    | Ecuador              | 15  | 6     | 10     | 31    |
| 2    | Colombia             | 11  | 5     | 2      | 23    |
| 3    | México               | 7   | 18    | 10     | 35    |
| 4    | Estados Unidos       | 8   | 7     | 6      | 21    |
| 5    | Perú                 | 1   | 3     | 9      | 13    |
| 6    | Brasil               | 0   | 3     | 1      | 4     |
| 7    | República Dominicana | 0   | 2     | 1      | 3     |
| 8    | Guatemala            | 0   | 1     | 0      | 1     |
| 9    | Argentina            | 0   | 0     | 3      | 3     |
| 10   | Puerto Rico          | 0   | 0     | 3      | 3     |
| 11   | Chile                | 0   | 0     | 2      | 2     |
|      | TOTAL                | 45  | 45    | 45     | 135   |